# 小国町 (熊本県)
小国町（おぐにまち）は、熊本県阿蘇郡に属する町。山形県西置賜郡小国町などと区別するために肥後小国（ひごおぐに）と表記されることもある。杖立温泉など複数の温泉地があり、北里柴三郎の出身地としても知られる。

## 地理
熊本県北端部にある。東部、北部、西部は大分県に接し、南部は南小国町に接している。町域の約8割は山林であり、山林の約75%は小国杉として知られるスギの人工林である。筑後川の源流にあたる杖立川が北流する。
山岳
- 涌蓋山
- 吉武山
- 一目山

河川
- 杖立川
- 津江川

湖沼
- 蜂の巣湖（下筌ダム湖） - 大分県境に位置する。
- 梅林湖（松原ダム湖） - 大分県境に位置する。

### 隣接する市町村
- 熊本県
  - 阿蘇郡南小国町
- 大分県
  - 日田市
  - 玖珠郡玖珠町
  - 玖珠郡九重町

### 地名
- 上田
- 北里
- 黒渕
- 下城
- 西里
- 宮原

### 人口
| |                                        |  |
| 小国町と全国の年齢別人口分布（2005年） | 小国町の年齢・男女別人口分布（2005年） |  |
| ■紫色 ― 小国町 ■緑色 ― 日本全国 | ■青色 ― 男性 ■赤色 ― 女性              |  |
| 小国町（に相当する地域）の人口の推移 \| 1970年（昭和45年） \| 12,509人 \| \| \| 1975年（昭和50年） \| 11,228人 \| \| \| 1980年（昭和55年） \| 10,813人 \| \| \| 1985年（昭和60年） \| 10,464人 \| \| \| 1990年（平成2年） \| 9,854人 \| \| \| 1995年（平成7年） \| 9,413人 \| \| \| 2000年（平成12年） \| 8,954人 \| \| \| 2005年（平成17年） \| 8,621人 \| \| \| 2010年（平成22年） \| 7,877人 \| \| \| 2015年（平成27年） \| 7,187人 \| \| \| 2020年（令和2年） \| 6,590人 \| \| |                                        |  |
| 総務省統計局 国勢調査より |                                        |  |
| 1970年（昭和45年） | 12,509人                               |  |
| 1975年（昭和50年） | 11,228人                               |  |
| 1980年（昭和55年） | 10,813人                               |  |
| 1985年（昭和60年） | 10,464人                               |  |
| 1990年（平成2年） | 9,854人                                |  |
| 1995年（平成7年） | 9,413人                                |  |
| 2000年（平成12年） | 8,954人                                |  |
| 2005年（平成17年） | 8,621人                                |  |
| 2010年（平成22年） | 7,877人                                |  |
| 2015年（平成27年） | 7,187人                                |  |
| 2020年（令和2年） | 6,590人                                |  |

## 歴史
歴史的には阿蘇国に含まれ、小国郷と称されていた。天正16年（1588年）には加藤清正が熊本城に入城し、小国郷は家臣の吉村橘左衛門の統治下にあった。寛永9年（1632年）には細川忠利が熊本藩藩主となり、小国郷はその支配下にあった。
町村制施行によって成立して以降、現在まで全く市町村合併を行ったことがない。
- 1889年（明治22年）4月1日 - 町村制が施行され、黒淵村、宮原村、上田村、下城村、西里村、北里村が合併して阿蘇郡北小国村が発足。
- 1935年（昭和10年）4月1日 - 北小国村が町制施行して小国町に改称。
- 1970年（昭和45年） - 総務省によって過疎地域の指定を受ける。
- 1986年（昭和61年） - 地域活性化プランである「悠木の里づくり」を発表。
- 1996年（平成9年） - 九州ツーリズムシンポジウム開催。
- 1997年（平成9年） - 九州ツーリズム大学が開講。

## 行政

### 歴代町長
- 河津寅雄 - 1948年（昭和23年）就任。全国町村会長を歴任。1979年（昭和54年）退任。
- 大塚計算一 - 1979年（昭和54年）就任。1983年（昭和58年）退任。
- 宮崎暢俊 - 1983年（昭和58年）就任。2007年（平成19年）5月退任。
- 北里耕亮 - 2007年（平成19年）5月就任。2019年（平成31年）4月退任。
- 渡邉誠次 - 2019年（平成31年）4月就任。在任中。

### 小国町議会
- 町議会議員 12人

## 施設

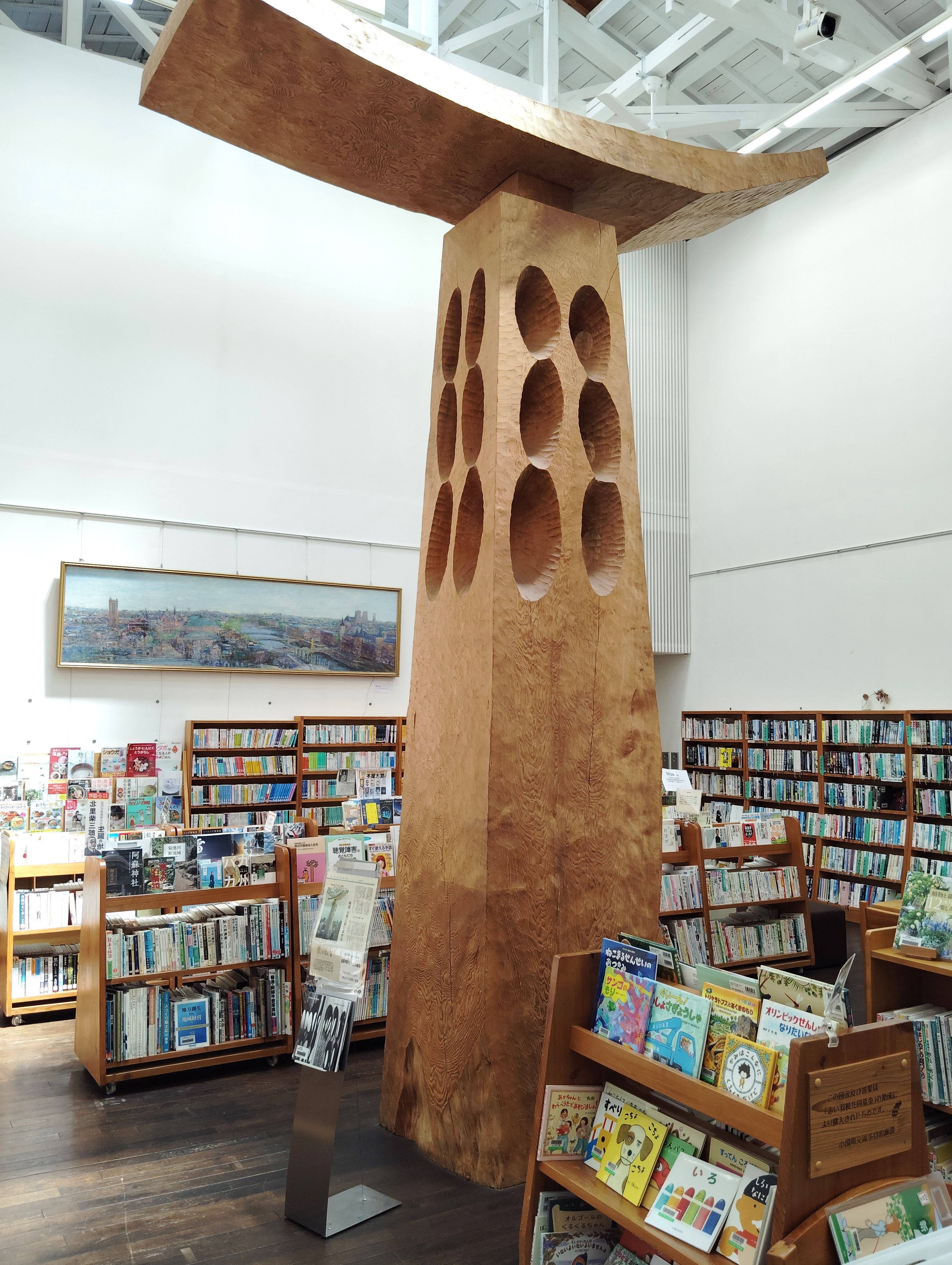
小国町図書室

- 小国警察署
- 小国町図書室
- 小国郵便局
- 杖立郵便局
- 北里郵便局

## 経済

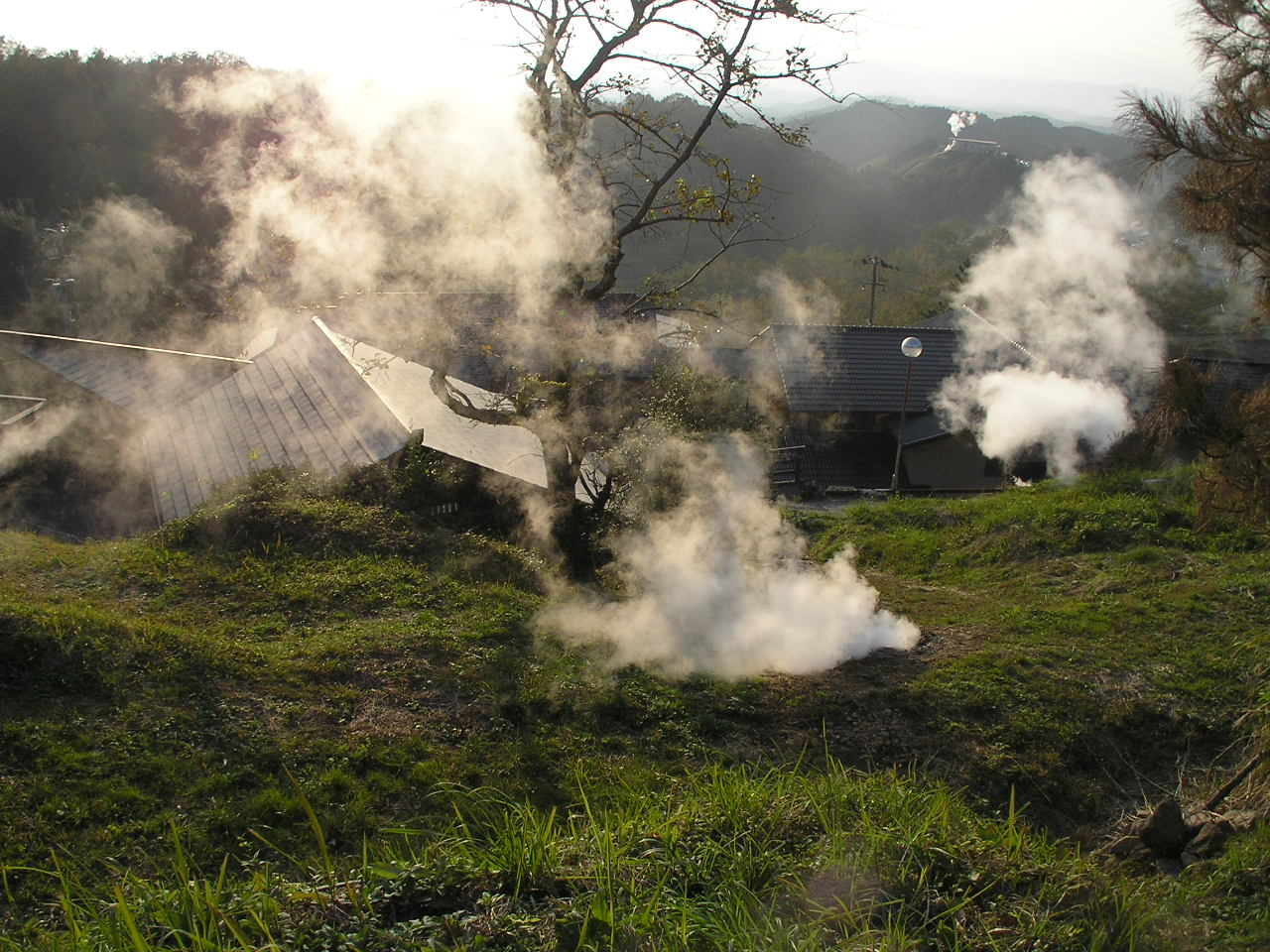
峐の湯温泉

### 産業
産業の中心を長く担ってきたのは林業である。農業ではダイコンの生産、1950年代後半に導入されたジャージー牛の飼育が盛んである。
1994年（平成6年）時点の産業人口比率は、第一次産業が27.1%、第二次産業が25.4%、第三次産業が47.5%。生産額比率は、第一次産業が9.7%、第二次産業が28.9%、第三次産業が61.4%だった。2004年度（平成16年度）の町内総生産は251億円だった。

#### 観光業
小国町には杖立温泉など複数の温泉地があり、1996年（平成8年）時点の観光消費額は約40億円だった。
- 杖立温泉
- 奴留湯温泉
- わいた温泉郷
  - 山川温泉
  - 岳の湯温泉
  - 峐の湯温泉（はげのゆ）
  - 鈴ヶ谷温泉
  - 麻生釣温泉
  - 岳の湯地獄谷温泉
  - 守護陣温泉

#### 醸造業
- 河津酒造 - 1932年（昭和7年）創業。代表銘柄は「七歩蛇」（しちほだ）。河津寅雄の生家。
- 七福醤油店 - 1919年（大正8年）創業。もとは醤油のみを製造していたが[2]、新商品として醤油や熊本県産トマトピューレを用いたソースを開発し、2019年（令和元年）には「阿蘇の肉ソース」がフード・アクション・ニッポン・アワードで入賞した[3]。

#### 娯楽施設
- 雄国館 - 戦前から1982年（昭和57年）頃まで営業していた映画館。雄国会館とも。
- 小国シネ・ホール - 1982年（昭和57年）から2007年（平成19年）まで営業していた映画館。

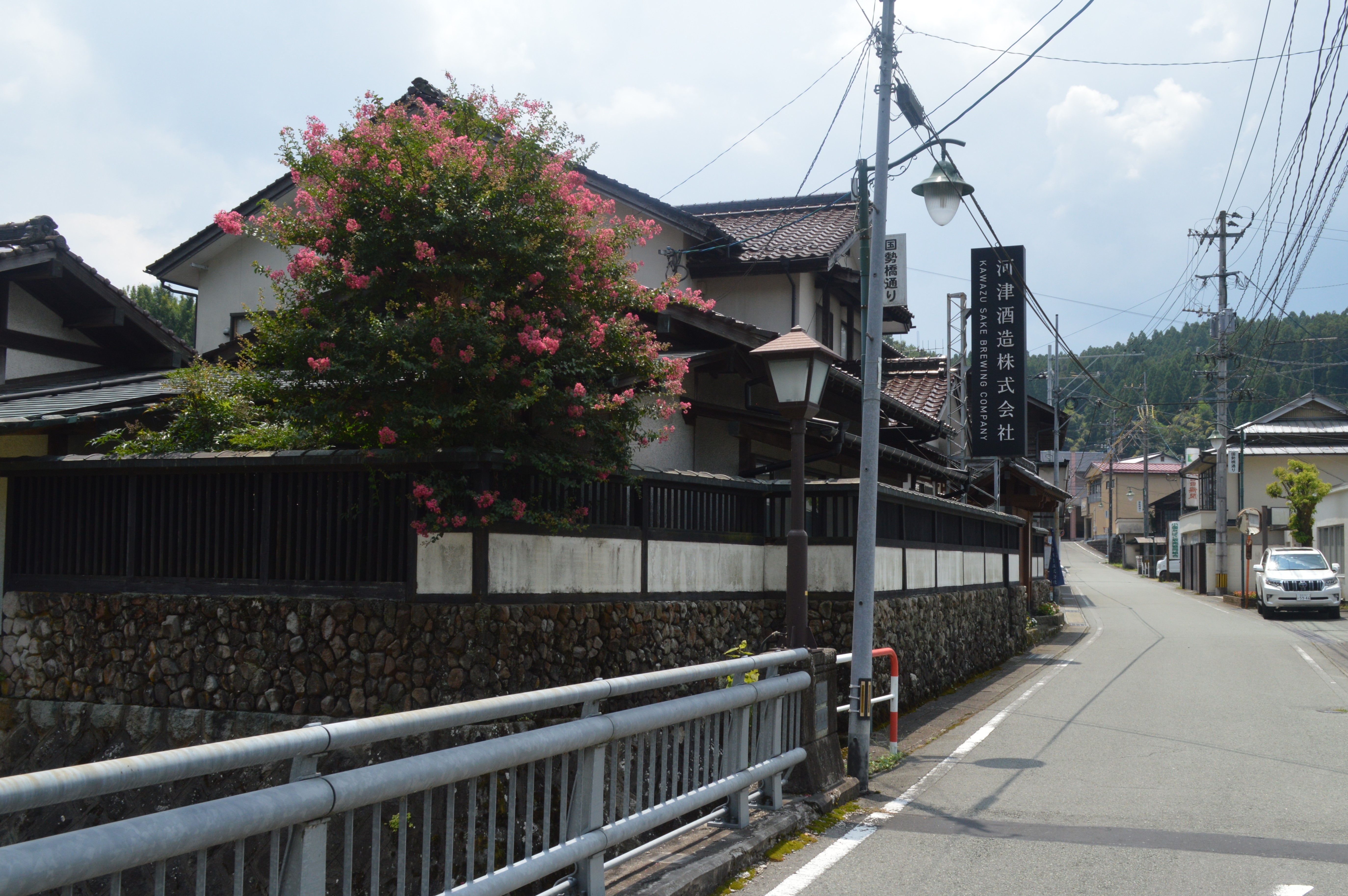
河津酒造
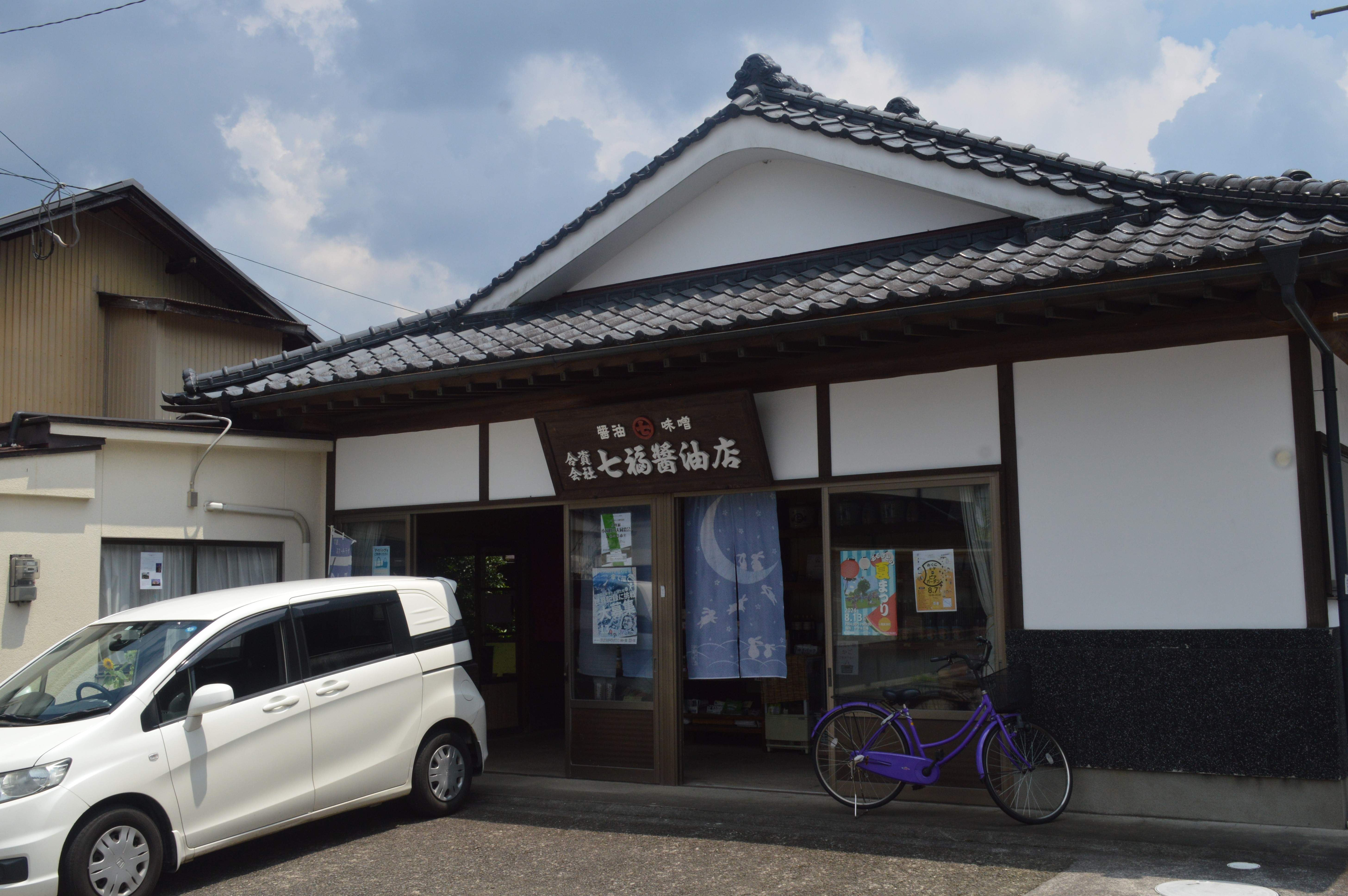
七福醤油店
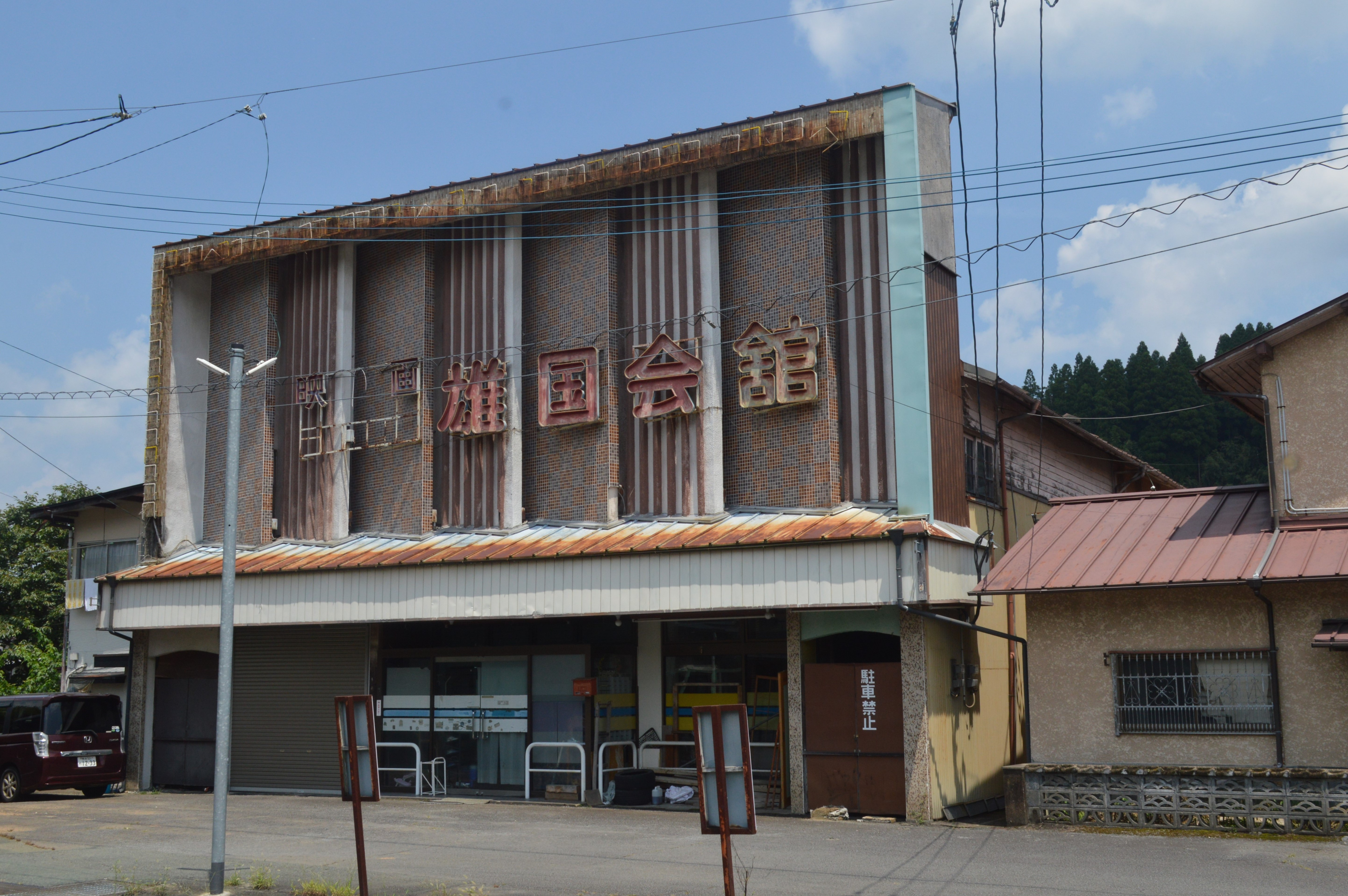
雄国館

## 教育

### 高等学校
- 熊本県立小国高等学校

### 中学校
- 小国町立小国中学校

### 小学校
- 小国町立小国小学校（2009年4月開校）

### 特別支援学校
- 熊本県立小国支援学校

### かつて存在した学校
- 小国町立宮原中学校（1953年小国町立小国中学校新設のため廃校）
- 小国町立北里中学校（同上）
- 小国町立下城中学校（同上）
- 小国町立蓬莱中学校（同上）
- 小国町立志屋小学校（1969年）
- 小国町立北里小学校岳の湯分校（1972年北里小へ統合）
- 小国町立宮原小学校上田分校（1973年宮原小へ統合）
- 小国町立杉室小学校（1974年蓬莱小へ統合）
- 小国町立下城小学校杖立分校（1978年下城小へ統合）
- 小国町立蓬萊小学校（2009年小国町立小国小学校新設のため廃校）
- 小国町立万成小学校（同上）
- 小国町立下城小学校（同上）
- 小国町立宮原小学校（同上）
- 小国町立北里小学校（同上）
- 小国町立西里小学校（同上）

## 交通

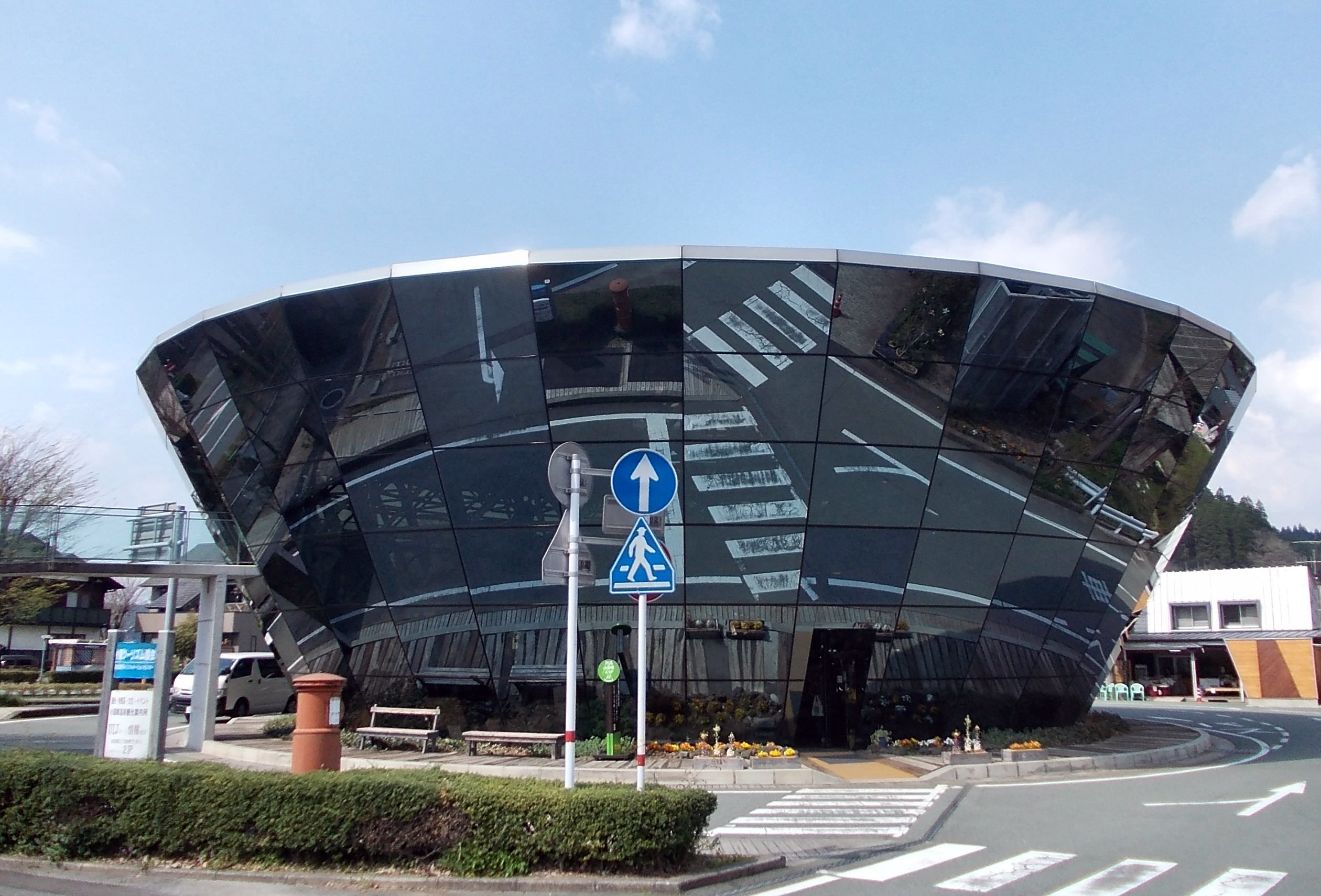
バスターミナル機能も持つ道の駅小国

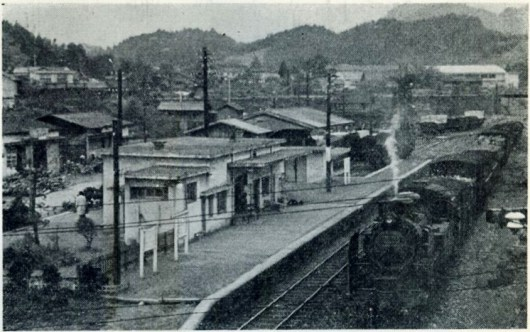
1962年の肥後小国駅

### 鉄道
1954年（昭和29年）3月15日には国鉄宮原線が小国町まで延伸開業した。宮原線は1984年（昭和59年）12月1日をもって廃止された。

#### かつて存在した鉄道
日本国有鉄道（国鉄）
- 宮原線
  - 北里駅 - 肥後小国駅

### バス路線
- 産交バス - 町の中心市街地にあるゆうステーションを中心に、町内各地および隣の南小国町内各地への路線、南小国町を経由して阿蘇市と小国町を結ぶ路線がある。かつては町内に小国営業所があった（現在は阿蘇営業所に統合され、車両基地としてのみ現存）。
- 日田バス - 日田市と町北端部の県境近くにある杖立温泉の間を運行する。
- 小国郷循環バス - ゆうステーションを起点に、小国町・南小国町の主要集落や温泉地を経由して一周する。実際の運行業務は産交バスに委託している。
- 高速バス福岡 - 黒川温泉線 - 福岡市と小国町・南小国町の中心部や主な温泉地を結ぶ。九州産交バス・日田バスが運行する。
- 小国郷ライナー - 南小国町とで共同運行しているコミュニティバス。肥後大津駅から南小国町役場及びゆうステーションまでを運行。運行日は火・金・土・日曜日と祝日。
- にじバス - 南小国町とで共同運行しているコミュニティバス。小国町及び南小国町の中心街を１日５往復する。

かつては国鉄宮原線の廃止代替として大分交通（運行は玖珠観光バスが受託）がゆうステーションと豊後森駅間で運行されていたが、2013年（平成25年）3月31日をもって廃止された。また、かつては九州産交バスが熊本市と小国町の間に「かじか号」を運行していた。

### 道路

#### 一般国道
- 国道212号
- 国道387号
- 国道442号

#### 主要地方道
- 熊本県道12号天瀬阿蘇線

#### 一般県道
- 熊本県道137号上野田黒渕線
- 熊本県道178号小国停車場線
- 熊本県道318号北里宮原線

## 名所・旧跡・観光スポット

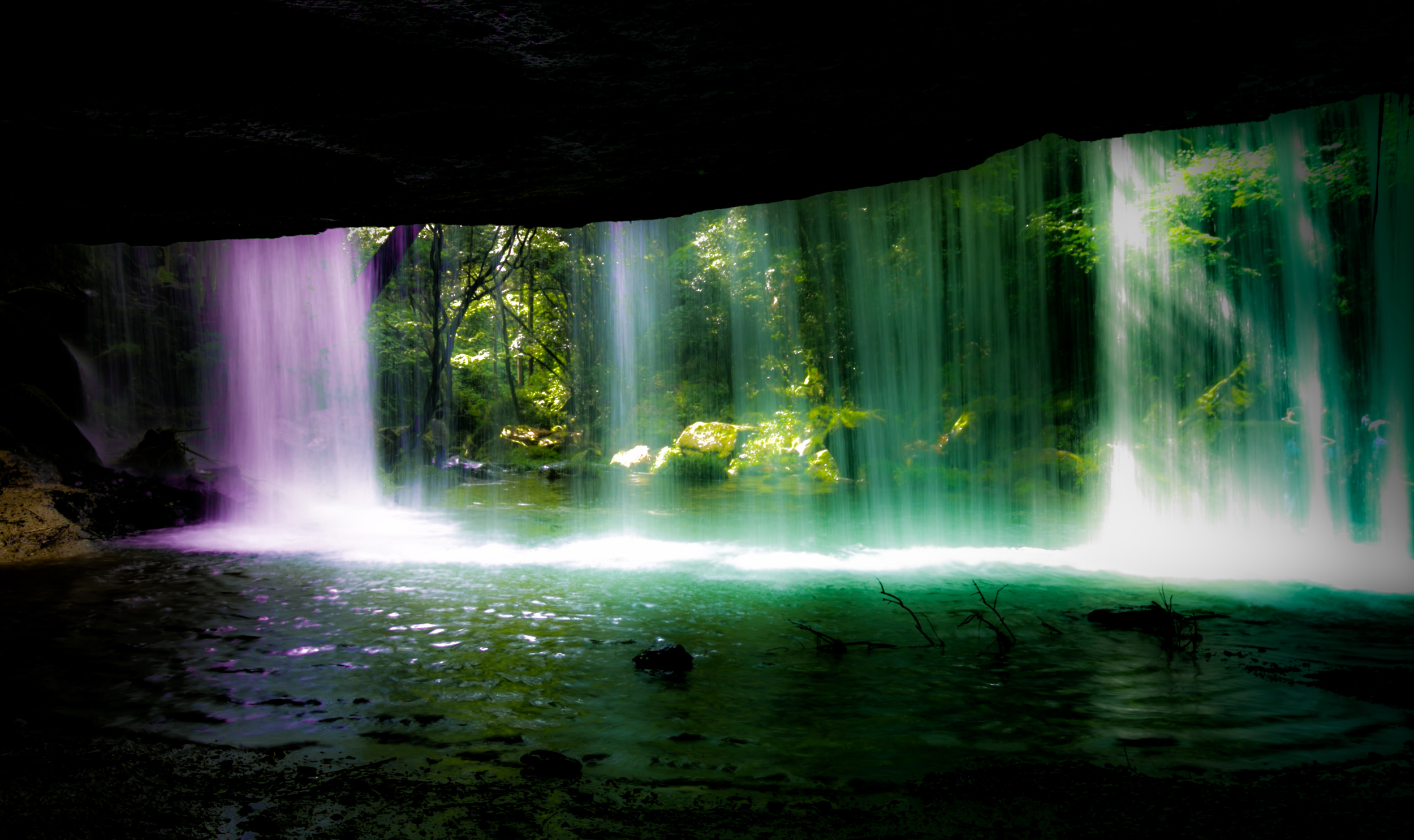
鍋ヶ滝

- 小国両神社（おぐにりょうじんじゃ） - 毎年10月16日から18日に例大祭が行なわれる。
- 鍋ヶ滝
- 阿弥陀スギ - 国の天然記念物。
- 下城の大イチョウ - 国の天然記念物。
- 坂本善三美術館 - 坂本善三の作品などを収蔵・展示する美術館。
- 小国ドーム - 1988年（昭和63年）に開館した体育館。1989年（平成元年）に日本建築学会賞を受賞。
- 学びやの里
  - 北里柴三郎記念館 - 北里柴三郎の生家などがある。
  - 木魂館（もっこんかん） - 1988年（昭和63年）開館の宿泊・研修施設。地域づくりの人材交流、各種研修、イベントなどに利用される。

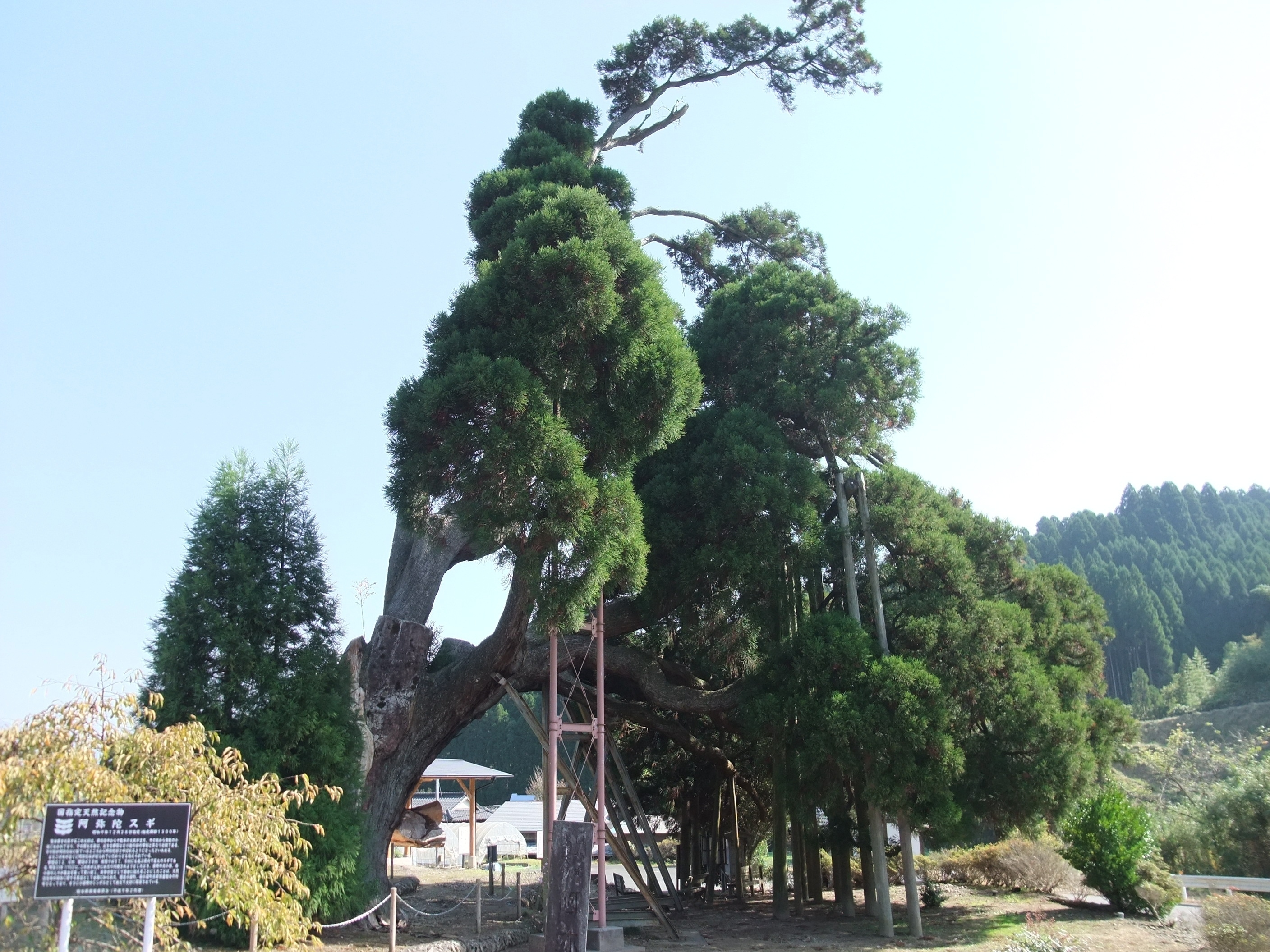
阿弥陀スギ
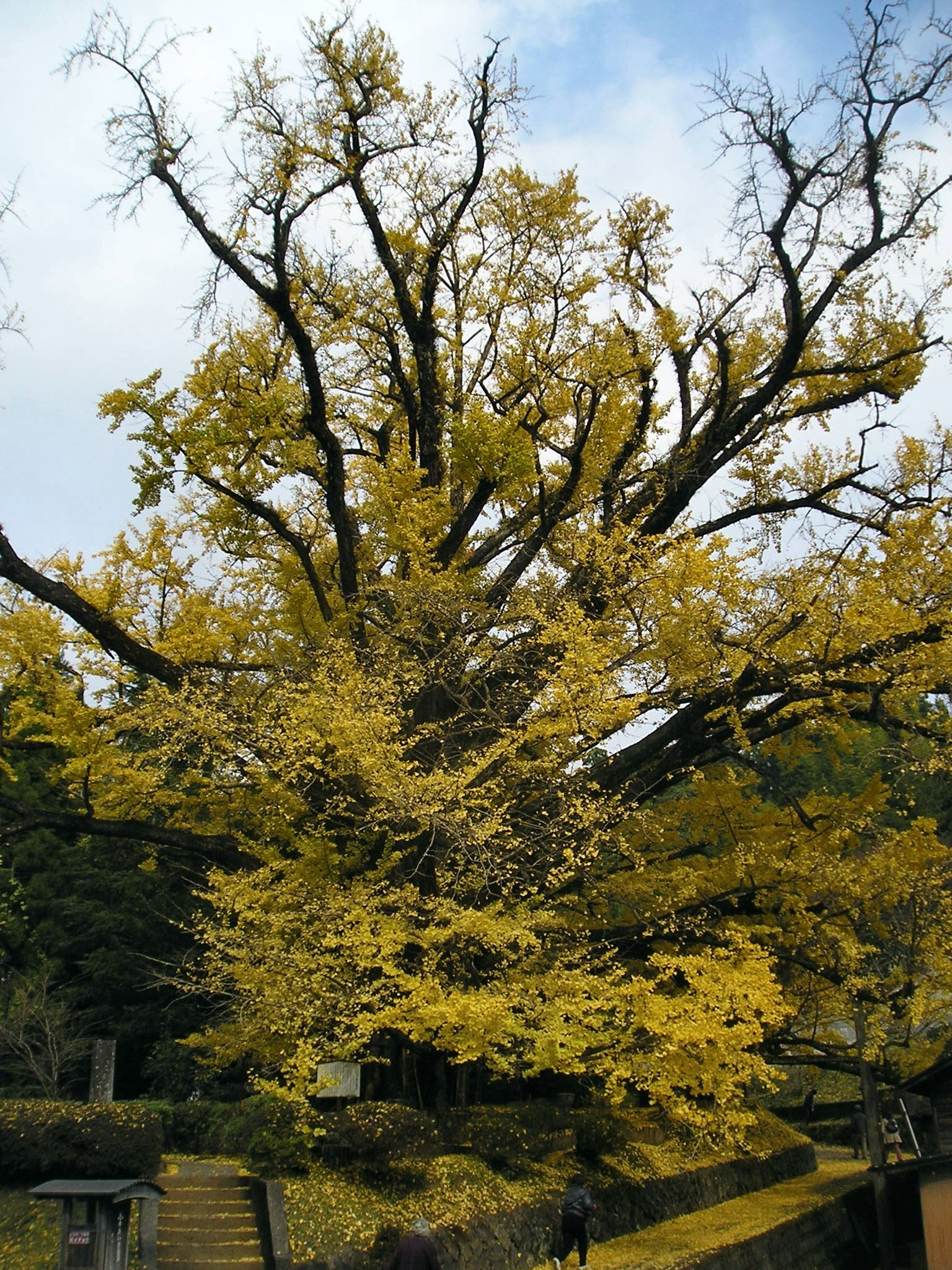
下城の大イチョウ
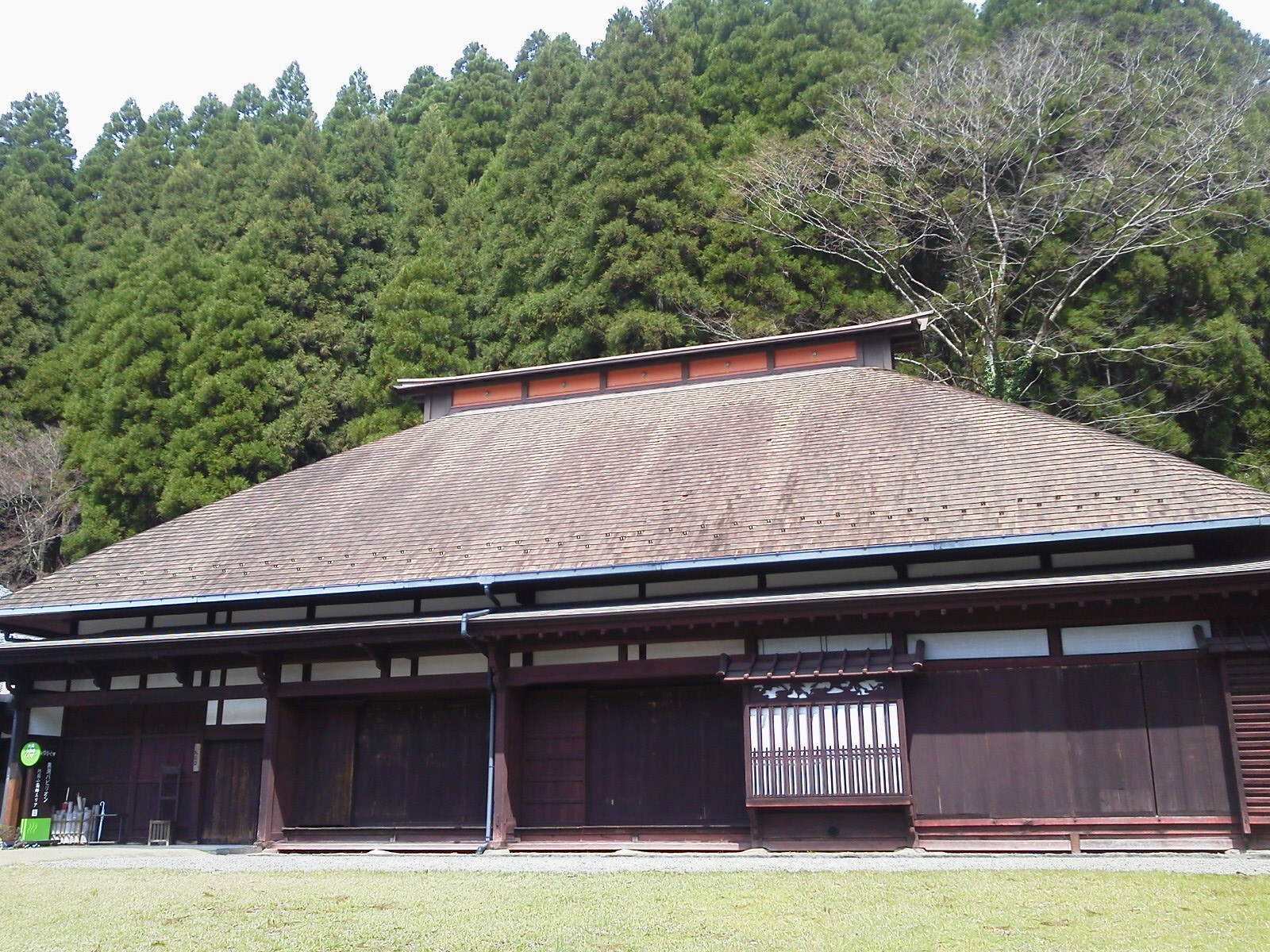
坂本善三美術館
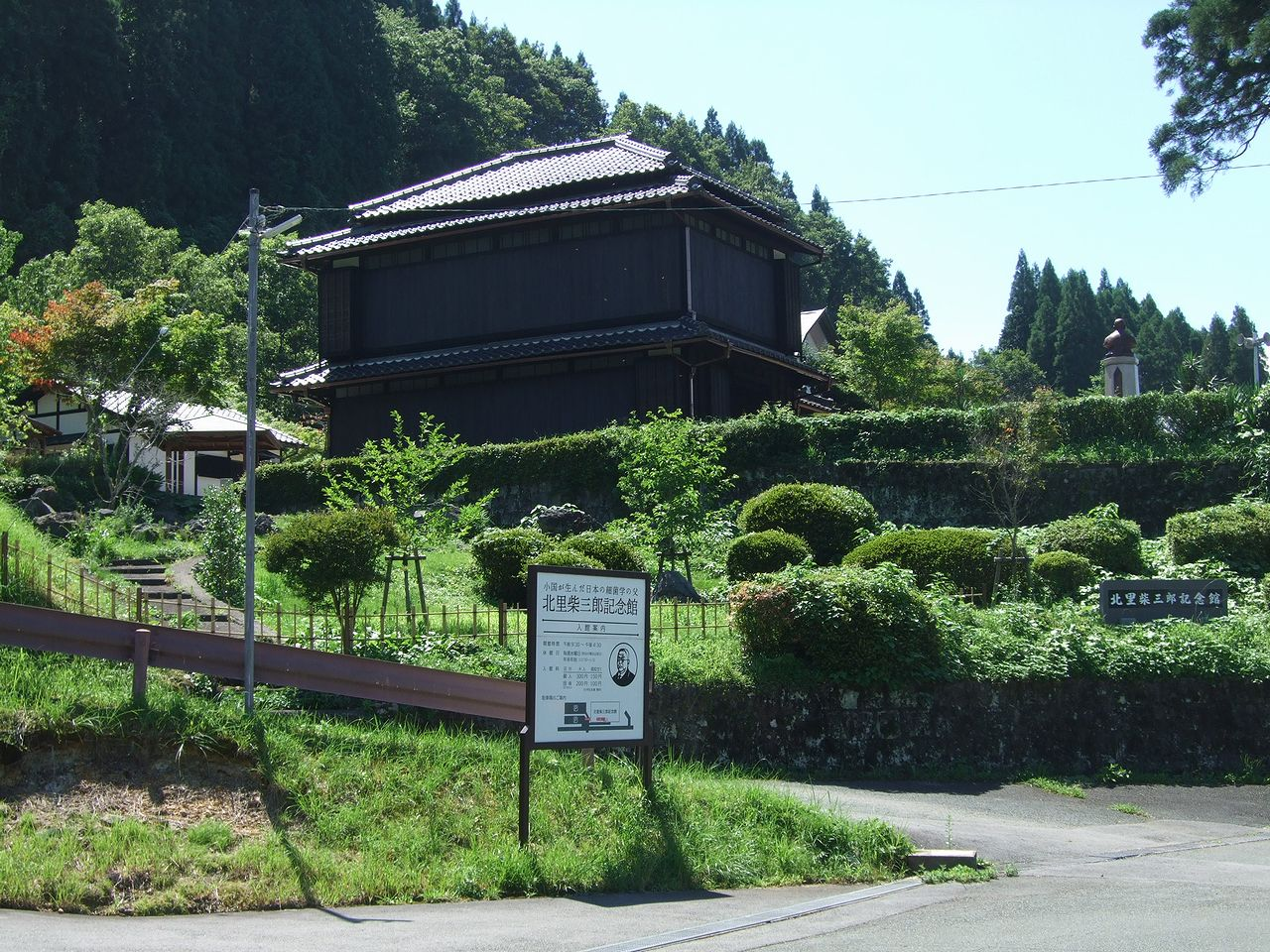
北里柴三郎記念館

## 小国町出身の有名人

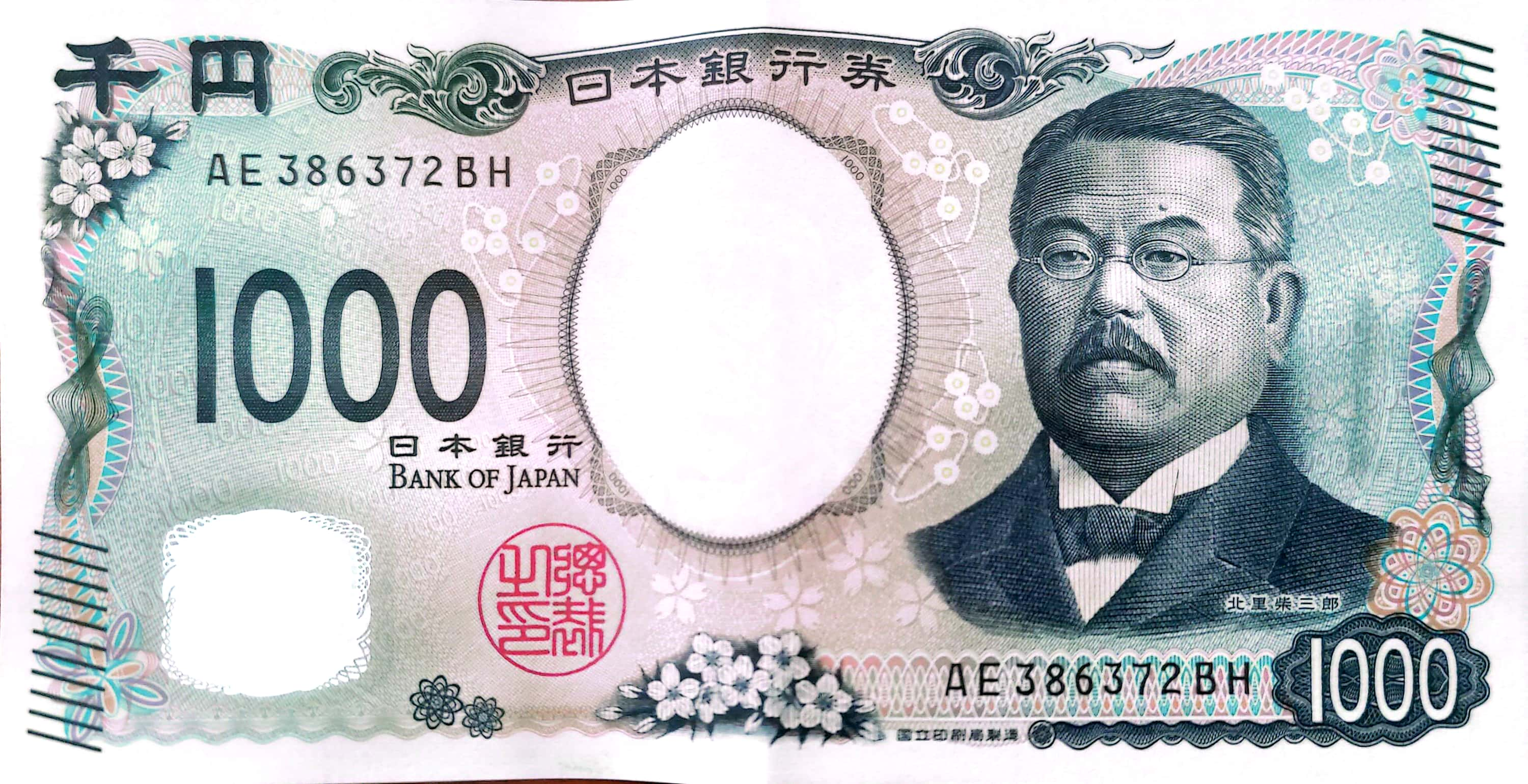
北里柴三郎が描かれた千円紙幣

- 北里柴三郎(1853～1931) - 細菌学者。小国町名誉町民第1号。
- 河津寅雄(1902～1979) - 政治家。小国町長。全国町村会長。小国町名誉町民第2号。
- 坂本善三(1911～1987) - 洋画家。小国町名誉町民第3号。
- 武田イク(1920～1998) - ローカルタレント。武田鉄矢の母。
- 宮崎静夫(1927～2015) - 洋画家・著作家。
- 河津秋敏 - ゲームクリエイター。
- 勝野洋 - 俳優。
- 大塚和征 - サッカー選手。
- 菅原敬太 - 漫画家。
- 杉本青空 - お笑い芸人（からし蓮根）。